# Turbo-Charged Prelude
Série Fast and Furious
Fast and Furious
(2001) 2 Fast 2 Furious
(2003)
Pour plus de détails, voir Fiche technique et Distribution.
Turbo-Charged Prelude est un court métrage américain réalisé par Philip G. Atwell, sorti en 2003. Ce court-métrage sert de transition entre Fast and Furious (2001) et 2 Fast 2 Furious (2003). Il est inclus sur le DVD de Fast and Furious, sorti en juin 2003, quelques jours avant la sortie dans les salles américaines de 2 Fast 2 Furious.

## Synopsis
Après avoir aidé Dominic Toretto à échapper aux autorités, Brian O'Conner prépare ses affaires et quitte sa maison au volant de sa Mitsubishi 3000 GT modifiée. Peu de temps après, la police de Los Angeles arrive à sa maison, mais ne le trouve pas. Un policier trouve l'insigne que Brian a laissé, révélant qu'il a démissionné…
Le FBI, mis au courant des événements, lance alors une chasse à l'homme nationale. En attendant, Brian voyage à travers l'Arizona, le Nouveau-Mexique et le Texas, gagnant chacune des courses de rue auxquelles il participe pour payer sa fuite. Cependant, il est obligé d'abandonner sa voiture à un motel de Dallas lorsque des policiers sont avertis de sa présence. Il monte dans la voiture d'une femme inconnue, qui le dépose devant un magasin de voitures d'occasion. Après avoir vu un article dans le journal, elle reconnait Brian mais ne le dénonce pas.
Au garage d'occasions, Brian achète une Nissan Skyline GTR R34, puis voyage vers l'est. Il continue à rassembler de l'argent grâce aux courses de rue et modifie sa voiture. En quittant Atlanta, il décide finalement d'aller à Miami plutôt qu'à New York. À Miami, il tombe sur la Mazda RX-7 d'Orange Julius et sur la Toyota Supra de Slap Jack…

## Fiche technique
Sauf indication contraire, les informations mentionnées dans cette section peuvent être confirmées par la base de données cinématographiques IMDb,  présente dans la section « Liens externes ».
- Titre original : Turbo Charged Prelude to 2 Fast 2 Furious
- Réalisation : Philip G. Atwell, d'après les personnages créés par Gary Scott Thompson
- Scénario : Keith Dinielli
- Production : Neal H. Moritz et Chris Palladino
- Sociétés de production[2] : Original Film
- Société de distribution : Universal Studios Home Entertainment (DVD)
- Pays d'origine :  États-Unis
- Langue originale : Filme Muet
- Format[3] : Couleur
- Genre : Action
- Durée : 6 minutes.
- Dates de sortie[4] :
  - États-Unis : 3 juin 2003 (sortie directement en DVD)

## Distribution
Sauf indication contraire, les informations mentionnées dans cette section peuvent être confirmées par la base de données cinématographiques IMDb,  présente dans la section « Liens externes ».
- Paul Walker : Brian O'Conner
- Vin Diesel : Dominic Toretto (non crédité)
- Minka Kelly : la fille (non crédité)
- Peter Aylward : officier de police (non crédité)
- Rodney Neil : officier de police (non crédité)